# آرامگاه سرقبر آقا
آرامگاه سر قبر آقا یا بقعه سرقبر آقا بنایی مربوط به دوره قاجار است و در تهران، ضلع جنوبی چهارراه مولوی انتهای خیابان شهید مصطفی خمینی (سیروس سابق) در میان باغی تقریباً بزرگ و قدیمی واقع شده‌است.
سر قبر آقا عنوان بقعه و گنبدی است که بر قبر میرزا ابوالقاسم تهرانی، معروف به میرزا ابوالقاسم امام جمعه که برای سالیان مدید در دوران قاجاریه، امام جمعه تهران بود، بنا شده بود. گرچه پیش از دفن وی نیز در این محل قبرستان کوچکی وجود داشت، اما به مرور زمان و به واسطه اعتقاد عوام به مقام و مرتبت این شخصیت، قبرستان بزرگی در مجاورت این آرامگاه شکل گرفت که به همین نام و با عنوان قبرستان سر قبر آقا معروف شد. سعید نفیسی و پدرش نیز در این آرامگاه دفن شده‌اند.

## تاریخچه

قبرستان کهنه، سال ۱۹۲۵، محوطهٔ کنار بال چپ هواپیما

حاج میرزا ابوالقاسم امام جمعه در سال۱۲۷۱ یا ۱۲۷۲ هجری قمری و در دوران پادشاهی ناصرالدین شاه قاجار درگذشت و در محلی که هم‌اکنون بقعه سر قبر آقا نامیده می‌شود، به خاک سپرده شد. به امر شاه بر مزار وی، گنبد زیبا و باشکوهی ساخته شد. بعدها فرزند وی، یعنی میرزا زین العابدین تهرانی که او نیز مدتی بعد از مرگ پدرش، امام جمعگی تهران را برعهده گرفت و تا مدت‌ها امام جمعه این شهر بود نیز، در درون همین بقعه مدفون گردید. قریب ۱۸۵۰ هکتار زمین مزروعی در حسین‌آباد و فتح‌آباد ساوه توسط وی وقف نگهداری بقعه شد. این املاک امروز زیر نظر سازمان اوقاف برای نگهداری سر قبر آقا بهره‌برداری می‌شود. مکان مزبور رفته رفته گسترش یافت و بواسطه دفن انبوهی از عوام و برخی مشاهیر دیگر در آن، با عنوان قبرستان سر قبر آقا، تبدیل به یکی از بزرگ‌ترین گورستانهای شهر تهران گردید.
محل مزبور یکی از محله‌های کثیف و ناامن شهر تهران محسوب می‌شد و در اطراف آن کاروانسراهایی قرار داشت که شترداران و قاطرچیان و همین‌طور بازرگانان خرده‌پای غربتی که برای فروش و ارائه اجناس خود، از راه‌های دور به میدان امین السلطان می‌آمدند، اقامت داشتند.
در دوران سلطنت رضاشاه پهلوی، به منظور توسعه و گسترش شهر تهران، این قبرستان قدیمی تخریب شد و به جای آن باغ باصفایی به نام باغ فردوس پدید آمد.
جعفر شهری دربارهٔ قبرستان سر قبر آقا و ماهیت اغلب افراد به خاک سپرده شده در این محل، نوشته‌است:
قبرستان سر قبر آقا، محل شهرداری و بیمارستان و زایشگاه فعلی [مقصود زایشگاه معروفی است که امروزه به نام زایشگاه شهید اکبرآبادی نامیده می‌شود و در دوران پهلوی دوم، به اعتبار تولد رضا پهلوی، ولیعهد ایران در آن، به نام مادرش، زایشگاه فرح پهلوی نامیده می‌شد و قبل از آن، بنگاه خیریه اشرف پهلوی هم در آنجا قرار داشت و گویا زمانی هم شهرداری یا بلدیه تهران بوده‌است] که خاکروبه‌های تمام شهر در آنجا جمع شده، توسط دولابی‌ها [اهالی دولاب در شرق طهران] سرند و غربال شده برای کشت و زرع حمل می‌گردید و باقی‌مانده‌های آن در همان‌جا مانده به صورت تل عظیمی با بوی زننده عفنی وسط قبرستان خودنمایی می‌نمود. محل دفن اطفال و مرده‌های کنار و گوشه بی صاحب و اموات بی‌ارزشی که حتی مردم زحمت حمل ایشان را تا گورستان چهارده معصوم (ع) [حوالی میدان شوش فعلی] به خود نمی‌دادند. قبرستانی که در قحطی‌ها و وبایی‌ها و بادسام‌های از زمان ناصرالدین شاه به بعد به وجود آمده بود و اطراف آن مخروبه‌های خانه‌های بی صاحبی [قرار داشت] که در اثر همان بلایا خود سکنه‌شان از میان رفته، اجساد و اجسام افرادشان در درونشان بی کفن و دفن مانده، جنازه‌های در کوچه خیابان‌های شهر مانده نیز که بدون غسل و کفن به اتاق‌هایشان کنار هم نهاده، رها شده، باد و باران، طاق و دیوارهایشان بر بالایشان فرود آورده، تیروچوب و دروپیکرشان آتش زمستان بی خانمان‌های اطراف گردیده بود…

## معماری
این بقعه همانند اکثر بناهای قاجاری دارای چهار ایوان است. در این اثر از آینه‌کاری، گچبری، گچکاری و رنگ‌آمیزی زمینه و طرح‌ها سنگ حجاری استفاده شده و به دلیل نوع تزئینات و کاشیکاری‌های نفیس شده از جمله بناهای فاخر دوره قاجاریه می‌باشد.
بنا به شکل مستطیل و بر روی سکویی به ارتفاع یک متر از سطح و در جهت شرقی - شرقی احداث شده‌است.
در نمای بیرونی بقعه ۴ ایوان وجود دارد که در هر ضلع خودنمایی می‌کند. این بنا دارای محوطه‌ای مستطیل شکل است و روی سکویی به ارتفاع یک متر از سطح محوطه اطراف خود قرار گرفته‌است.
بنای اصلی در جهت شرقی - غربی احداث شده و گنبد بزرگ آن بر فراز بخش میانی، روی جرزها و پایه‌های بنا استوار گردیده؛ در نمای بیرونی بقعه چهار ایوان وجود دارد که در هر ضلع خودنمایی می‌کند.
تولیت بقعه از سال ۱۳۷۷ بر عهده محسن ظهیر امامی نوه سید زین العابدین امام جمعه می‌باشد.